# Adam Bohorič
Adam Bohorič (1520, Brestanica – 20. listopadu 1598, území současného Německa) byl slovinský protestant a jazykovědec, jenž byl tvůrcem spřežkového pravopisu zvaného bohoričica.

## Životopis
Ve Vídni získal v roce 1547 titul bakaláře, poté následovala studia na Univerzitě ve Wittenbergu, kde byl jedním z jeho učitelů i Philipp Melanchthon. V letech 1551 až 1563 působil na vlastní škole v Kršku, v letech 1566 až 1582 a 1595 až 1598 byl správcem stavovské školy v Lublani, kde zavedl místní slovanský jazyk jako jazyk vyučovací.
Již kolem roku 1580 vydal do současnosti nezachované dílo Elementale Labacense cum Nomenclatura trium linguarum, Latinae, Germanicae et Sclavonicae, jež bylo v zásadě latinsko-německo-slovanským slovníkem. Jeho stěžejním dílem však byla Arcticae horulae succisivae de latinocarniolana literatura (česky Volné zimní hodiny latinsko-kraňské gramatiky; zkráceně též jen Arcticae horulae) vydaná ve Wittenbergu ve stejném roce jako Dalmatinův překlad Bible (1584). Bohorič v latinsky vydané gramatice slovinštiny Arcticae horulae chválil místní lidový jazyk jako člena velké rodiny slovanských jazyků. Bohorič v díle také vyjádřil, že místní Slované jsou potomky Venetů a Vandalů. K této konstrukci dospěl z tehdy užívaného německého označení pro Slovince – Winde. Zatímco spojení s ilyrským kmenem Venetů bylo správné, vazba na Vandaly se později ukázala jako chybná. Do současnosti se zachovaly části dalšího díla – Otrozhia tabla.
Jen omezené množství literatury z období slovinské reformace přežilo následnou protireformaci. V Římě se podařilo získat výjimku pro Dalmatinův překlad Bible a Bohoričova gramatika se dočkala nového vydání v letech 1715 a 1758.
Bohorič také stanovil přesnější a systematičtější spřežkový pravopis – tzv. bohoročici, jež se používala až do čtyřicátých let 19. století.